# Якулов Георгій Богданович

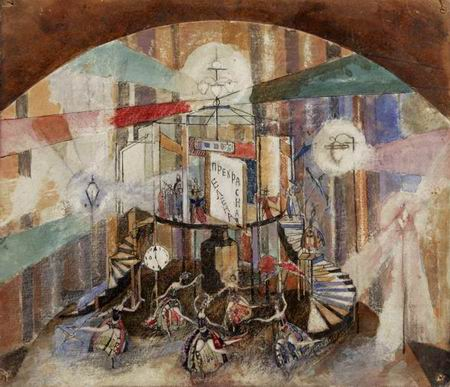
Георгій Якулов, ескіз декорації до оперети Ж. Оффенбаха (1924, Вірменська національна галерея)

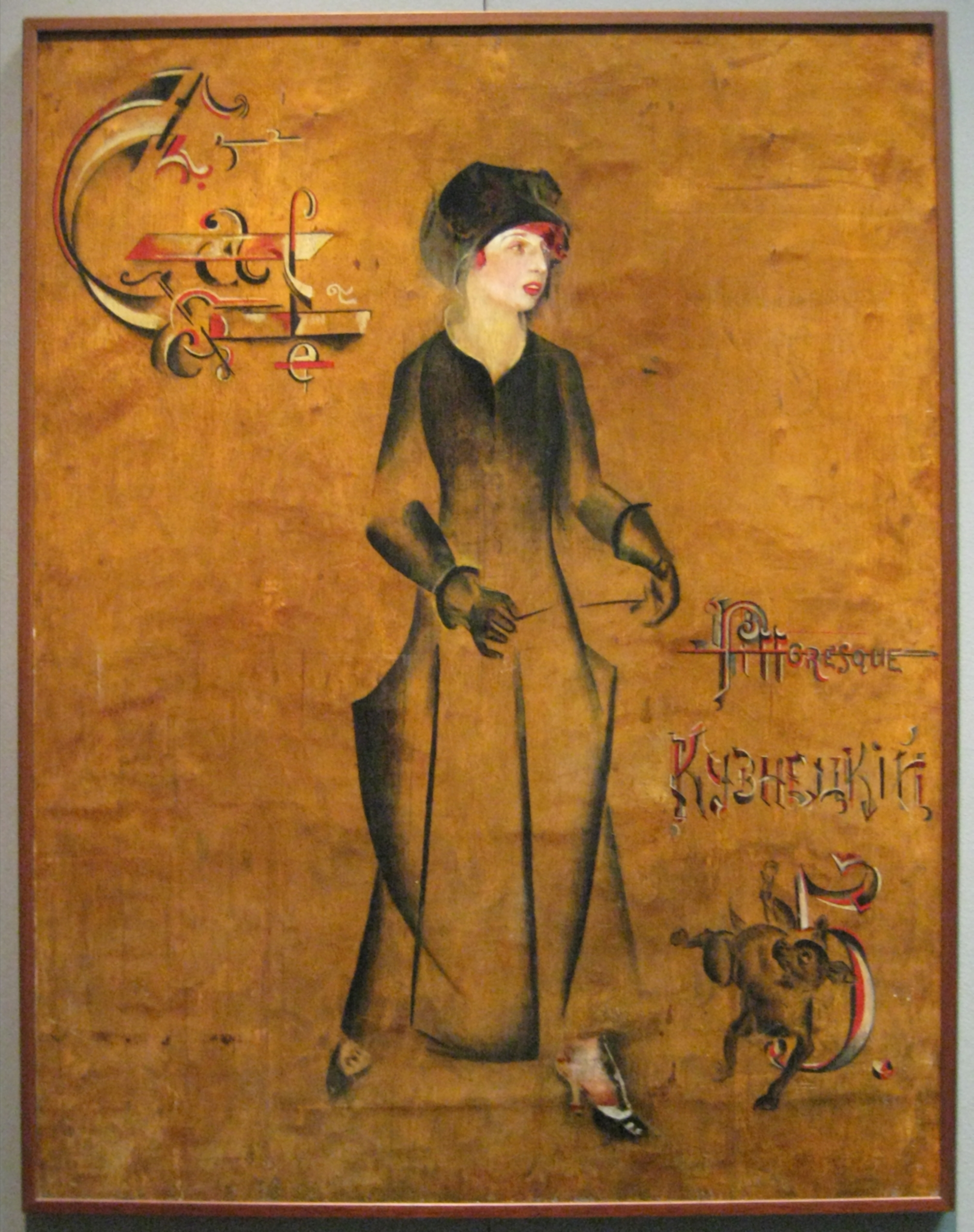
Георгій Якулов, «Кафе Пірротеск» (1917, Вірменська національна галерея)

Георгій (Жорж) Богданович Якулов (2 (14) січня 1884, Тифліс — 28 грудня 1928, Єреван) — вірменський і російський художник, художник театру і теоретик мистецтва.

## Біографія
Народився в Тифлісі 2 (14) січня 1884 року в сім'ї адвоката. У 1893 році мати, після смерті чоловіка, переїхала з дітьми до Москви. У 1893–1899 роках Георгій навчався у Лазаревському інституті східних мов, в цей час захопився мистецтвом. У 1901 році остаточно вирішив стати художником, займався впродовж двох місяців в майстерні К. Ф. Юона. Пізніше вступив до Московського училища живопису, скульптури і зодчества, з якого у 1903 році був відрахований за пропуски занять та іспитів. Невдовзі був призваний до армії, служив на Кавказі, у 1904 році був відправлений на російсько-японський фронт. Деякий час жив в Маньчжурії, під впливом незвичайних світлових ефектів цієї місцевості і вражень, отриманих на Далекому Сході, почав роком пізніше розробляти свою власну теорію світла. Після порання під Харбіном повернувся до Москви.
З 1905 року розпочав самостійну художню діяльність. Брав участь у виставках, зокрема, в експозиціях «Спілки російських художників» і «Світу мистецтва», був близький до кіл «Блакитної троянди». У 1910–1911 роках часто запорошувався оформлювати приватні бали і аматорські вистави. У 1913 році побував у Парижі, де познайомився з Сонею і Робером Делоне й виявив близькість художніх поглядів з французькими майстрами. У 1914 році спільно з Б. Лівшицем і А.-В. Лур'є опублікував маніфест «Ми і Захід». Текст маніфесту французькою мовою був надрукований Г. Аполлінером у Mercure de France.
У 1914 році знову був призваний на військову службу. Війна перервала творчу роботу до 1917 року, коли він, після важкого поранення, повернувся до Москви.
Художник брав участь в оформленні декількох московських кафе. У 1916–1917 роках разом з О. Родченко, А. Лентуловим, В. Татліним та іншими оформив інтер'єри кафе «Піттореск» (після революції «Червоний Півень»). У 1919 році створив розписи інтер'єру та частини екстер'єру кафе «Стійло Пегаса» на Тверському бульварі, яке був одним з найбільш популярних місць московської богеми, в особливості імажиністів.
Після революції 1917 року викладав у Перших Державних вільних художніх майстернях.
З 1918 року багато працював художником театру, в основному у Камерному театрі Таїрова. У 1920-ті працював переважно театральним декоратором і модельєром. До цього часу відносяться такі видатні роботи Якулова для театру, як «Принцеса Брамбілла» (1920) і «Жирофле-Жирофля» (1922), поставлені на сцені Камерного театру.
У 1923 виконав проект пам'ятника «Двадцяти шести комісарам» для Баку (спільно з В. Щуко), у вигляді величезної спіралі (синтез гір Закавказзя і руху революції), в якому химерно розвинув ідеї Башти III Інтернаціоналу Татліна. Цей проект отримав першу премію на плебісциті в Баку і диплом «поза конкурсом» на Міжнародній виставці декоративних мистецтв у Парижі, яку художник відвідав у 1925 році.
У 1928 році помер від запалення легенів в Єревані.